# جائزة نيوزيلندا الكبرى 1965
جائزة نيوزيلندا الكبرى 1965 هو سباق فورمولا 1 أقيم بتاريخ 9 يناير 1965 في نيوزيلندا. حلّ البريطاني غراهام هيل أولا.